# Амга (Грузия)
Амга (груз. ამღა) — село в Грузии, в муниципалитете Душети края Мцхета-Мтианети. 

## География
Село расположено в северной части края, в 80 километрах по прямой к северо-востоку от центра муниципалитета Душети. Высота центра — 1720 метров над уровнем моря.

## Население
По данным переписи населения 2014 года, в селе проживало 8 человек.
| Год  | Население | Мужчины | Женщины |
| ---- | --------- | ------- | ------- |
| 1926 | 96        | 48      | 48      |
| 2002 | 31        | 28      | 3       |
| 2014 | 8         | 4       | 4       |